# Mario Palmaro
Mario Palmaro (Cesano Maderno, 5 giugno 1968 – Monza, 9 marzo 2014) è stato un saggista italiano.

## Biografia
Dopo aver frequentato il liceo classico Stefano Maria Legnani, si iscrive a Giurisprudenza e si laureerà nel 1995 presso l'Università degli Studi di Milano con una tesi sull'aborto procurato, si è perfezionato in bioetica all'Istituto San Raffaele di Milano nel 1996 e ha collaborato con il Centro di Bioetica della Università Cattolica di Milano.
È stato docente di filosofia teoretica, etica e bioetica presso la facoltà di bioetica del Pontificio Ateneo Regina Apostolorum di Roma e di filosofia del diritto presso l'Università Europea di Roma.
Ha all'attivo pubblicazioni su temi di bioetica e, insieme a Alessandro Gnocchi, di apologetica cattolica e costume. È stato redattore del mensile cattolico Il Timone e ha collaborato con i quotidiani Il Foglio e Il Giornale, e il mensile Studi cattolici.
Ha tenuto la rubrica mensile Incontri con la bioetica a Radio Maria, poi sospesa in seguito alla pubblicazione su Il Foglio di un articolo dal titolo Questo Papa non ci piace, scritto con Alessandro Gnocchi. Alla diffusione dell'articolo critico nei confronti di papa Francesco, oltre alla chiusura della rubrica, seguì anche il licenziamento in tronco da parte dell'emittente Radio Maria. La vicenda ha ricevuto attenzione mediatica.
È stato segretario generale della Fondazione Emit Feltrinelli di Milano, presidente nazionale del Comitato Verità e Vita, membro dell'Associazione Giuristi per la Vita e dell'Unione Giuristi Cattolici Italiani per la sezione di Monza e Brianza.
Ha ricevuto il Premio Fede & Cultura a Verona nel maggio 2013 per la vita e l'apologetica cattolica.
È scomparso il 9 marzo 2014, all'età di 45 anni, a seguito di un tumore al fegato. Nelle 24 ore precedenti mercoledì 12 marzo, giorno del funerale, era uscito nelle librerie il suo libro Questo Papa piace troppo, firmato insieme a Giuliano Ferrara e Alessandro Gnocchi, al quale ll 4 marzo aveva inviato un'integrazione in caratteri rossi dell'articolo sull'intervento del cardinale Walter Kasper al Concistoro per la Famiglia, pubblicato all'indomani ne Il Foglio.

## Opere
- Ma questo è un uomo. Indagine storica, politica, etica, giuridica sul concepito, Cinisello Balsamo, San Paolo, 1998. ISBN 88-215-3257-7
- con Alessandro Gnocchi, Formidabili quei papi: Pio IX e Giovanni XXIII. Due ritratti in controluce, Milano, Àncora, 2000. ISBN 88-7610-853-X
- con Alessandro Gnocchi, Ipotesi su Pinocchio, Milano, Àncora, 2001. ISBN 88-7610-956-0
- con Alessandro Gnocchi, Soprannaturale, Watson. Sherlock Holmes e il caso Dio, Milano, Àncora, 2002. ISBN 88-514-0065-2
- Il cardinale coraggioso. Giovanni Colombo, il Sessantotto e l'aborto, Milano, Gribaudi, 2002. ISBN 88-7152-693-7
- con Alessandro Gnocchi e Paolo Gulisano, Tolkienology. Il segreto della tua personalità coi personaggi del Signore degli anelli, Casale Monferrato, Piemme, 2004. ISBN 88-384-8404-X
- con Alessandro Gnocchi e padre Livio Fanzaga, Il crocifisso scomodo, Casale Monferrato, Piemme, 2004. ISBN 88-384-8398-1
- con Alessandro Gnocchi, Catholic pride. La fede e l'orgoglio, Casale Monferrato, Piemme, 2005. ISBN 88-384-8502-X
- con Alessandro Gnocchi, Manuale di sopravvivenza per interisti, Casale Monferrato, Piemme, 2005. ISBN 88-384-8551-8
- con Alessandro Gnocchi, La vendetta dell'antijuventino, Casale Monferrato, Piemme, 2006. ISBN 88-384-1071-2
- con Alessandro Gnocchi, Contro il logorio del laicismo moderno. Manuale di sopravvivenza per cattolici, Casale Monferrato, Piemme, 2006. ISBN 88-384-7730-2
- Introduzione alla morale, Novara, Art, 2007. ISBN 88-7879-037-0
- con Alessandro Gnocchi e Bernard Fellay, Rapporto sulla tradizione. A colloquio con il successore di monsignor Lefebvre, Siena, Cantagalli, 2007. ISBN 978-88-8272-356-9
- con Alessandro Gnocchi, Io speriamo che resto cattolico. Nuovo manuale di sopravvivenza contro il laicismo moderno, Casale Monferrato, Piemme, 2007. ISBN 88-384-7730-2
- con Alessandro Gnocchi, Giovannino Guareschi. C'era una volta il padre di don Camillo e Peppone, Casale Monferrato, Piemme, 2008. ISBN 978-88-384-6872-8
- con Alessandro Gnocchi, Il secondo tragico manuale di sopravvivenza per interisti, Casale Monferrato, Piemme, 2008. ISBN 978-88-384-6828-5
- con Alessandro Gnocchi, La messa non è finita, Verona, Fede & cultura, 2008. ISBN 978-88-89913-78-9
- Aborto e 194. Fenomenologia di una legge ingiusta, Milano, Sugarco, 2008. ISBN 978-88-7198-552-7
- con Alessandro Gnocchi, Il pianeta delle scimmie. Manuale di sopravvivenza in un mondo che ha rifiutato Dio, Casale Monferrato, Piemme, 2008. ISBN 978-88-384-6827-8
- con Alessandro Gnocchi, Tradizione, il vero volto. Chi sono e cosa pensano gli eredi di Lefebvre, Milano, Sugarco edizioni, 2009. ISBN 978-88-7198-569-5
- con Alessandro Gnocchi, Cattivi maestri. Inchiesta sui nemici della verità, Milano, Piemme, 2009. ISBN 978-88-384-1070-3
- con Alessandro Gnocchi, Viva il Papa! Perché lo attaccano, perché difenderlo, Firenze, Vallecchi, 2010. ISBN 978-88-8427-207-2
- con Alessandro Gnocchi, L' ultima messa di padre Pio. L'anima segreta del santo delle stigmate, Milano, Piemme, 2010. ISBN 978-88-566-1408-4
- con Alessandro Gnocchi, Cronache da Babele. Viaggio nella crisi della modernità, Verona, Fede & Cultura, 2010. ISBN 978-88-6409-050-4
- con Alessandro Gnocchi, La Bella Addormentata. Perché dopo il Vaticano II la Chiesa è entrata in crisi, perché si risveglierà, Firenze, Vallecchi, 2011. ISBN 978-88-8427-228-7
- Eutanasia: diritto o delitto? Il conflitto tra i principi di autonomia e di indisponibilità della vita, Torino, Giappichelli, 2012. ISBN 978-88-348-3688-0
- con Alessandro Gnocchi, Ci salveranno le vecchie zie. Una certa idea della Tradizione, Verona, Fede & Cultura, 2012. ISBN 978-88-6409-149-5
- a cura di Alessandro Gnocchi, Mario Palmaro. Il buon seme fiorirà, Verona, Fede & Cultura, 2015. ISBN 978-88-6409-358-1
- Mario. Tutti gli articoli scritti da Palmaro su "Il Timone" (1968-2014), Roma, Art (I quaderni del Timone), 2015